# Ferdinand Monoyer

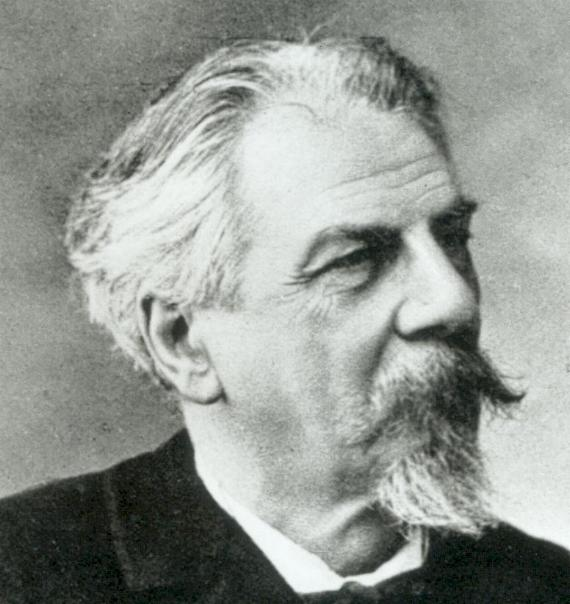
Ferdinand Monoyer (Bild aufgenommen vor 1912)

Ferdinand Monoyer (* 9. Mai 1836 in Lyon; † 11. Juli 1912 ebenda) war ein französischer Augenarzt.

## Leben und Werk

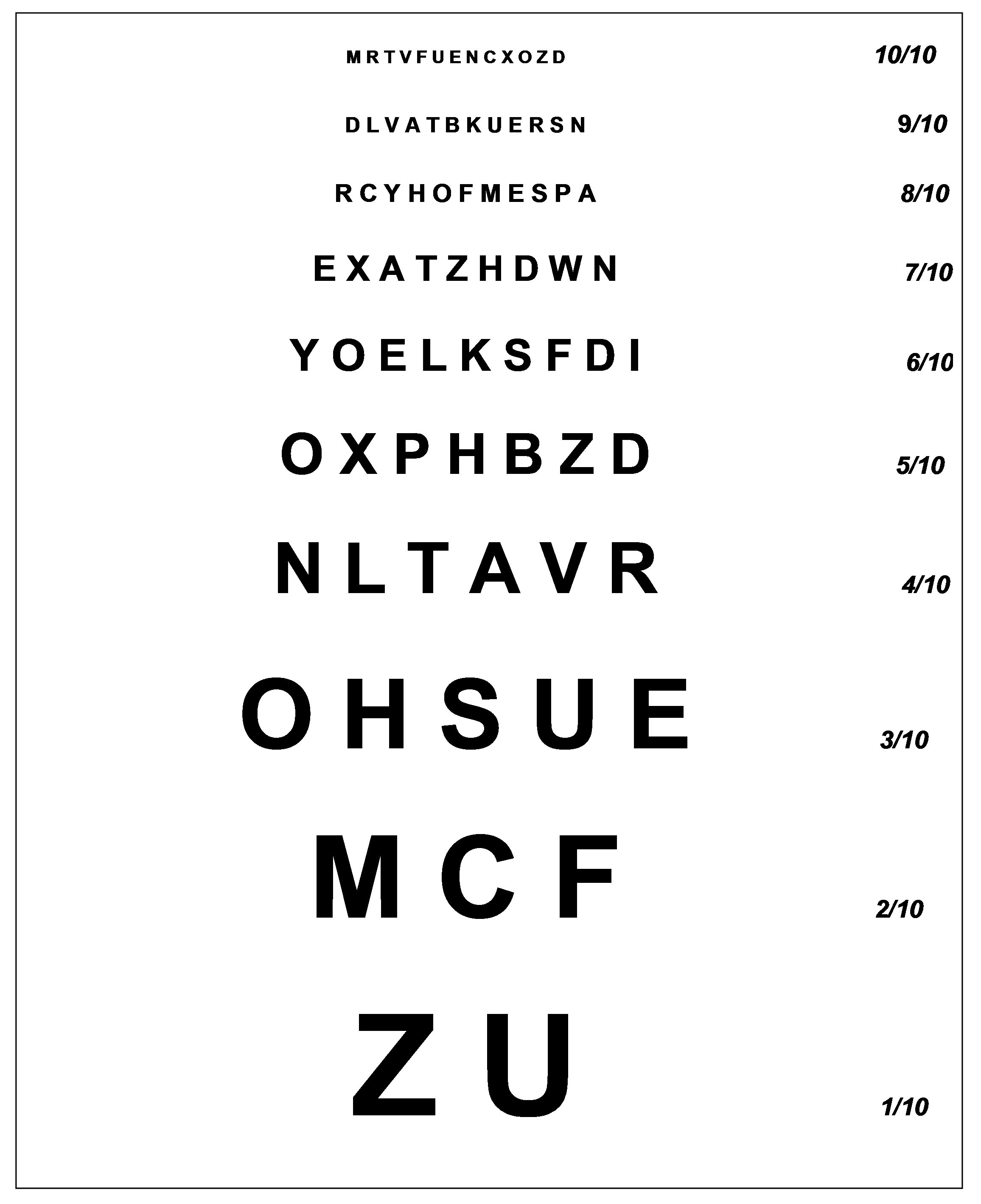
Ein Monoyer-Chart. Wenn man an beiden Enden nach oben liest, aber die erste Zeile ignoriert, ist der Name Ferdinand Monoyer zu sehen.

Ferdinand Monoyer wurde 1836 in Lyon als Sohn eines Militärarztes geboren. Seine Familie war elsässischer Herkunft. Er studierte Humanmedizin an der Universität Straßburg, wo er 1862 promovierte. Er war von 1872 bis 1877 Leiter der Augenklinik der Medizinischen Fakultät von Nancy. Anschließend wurde er ab 1877 Professor für Medizinische Physik an der Universität Lyon, bis er 1909 in Pension ging.
Er war Mitglied der Académie lorraine des sciences. 1881 wurde er Mitglied der Société des sciences médicales.
Auf seinen Vorschlag wurde 1872 die Dioptrie als Maßeinheit für die Brechkraft in der ophthalmologischen Optik eingeführt. Er entwickelte zudem den sogenannten Monoyer-Chart zum Testen der Sehschärfe (siehe Bild).
Er verstarb im Alter von 76 Jahren in Lyon. Zu seinem 181. Geburtstag wurde er 2017 mit einem Doodle auf der Homepage von Google geehrt.